# Friedemann Voigt
Friedemann Voigt (* 1967) ist ein evangelischer Theologe.

## Leben
Von 1986 bis 1992 studierte er evangelische Theologie, Philosophie und Soziologie in Frankfurt am Main und München (1992 erstes Theologisches Examen der Evangelischen Kirche in Hessen und Nassau). Nach der Promotion 1996 durch die Evangelisch-Theologische Fakultät der LMU München war er von 2001 bis 2006 wissenschaftlicher Assistent am Lehrstuhl für Evangelische Theologie und Kulturgeschichte des Christentums der Universität Erfurt. Nach der Habilitation 2006 für das Fachgebiet Systematische Theologie an der Evangelisch-Theologischen Fakultät der LMU München ist er seit 2011 Professor für Sozialethik mit Schwerpunkt Bioethik an der Philipps-Universität Marburg.